# Chaviolas
Chaviolas ist der Name einer Insel im Silsersee im Engadin, Graubünden, Schweiz. 

## Beschreibung
Die rund 130 Meter lange und 52 Meter breite Insel liegt im Südosten des Silsersees südlich der Halbinsel Chasté. Der Name «Chaviolas» gilt auch für die 35 Meter lange Nebeninsel  westlich der Hauptinsel. Die unbesiedelte, vollständig bewaldete Hauptinsel zählt zu den höchstgelegenen Inseln Europas. Aufgrund der malerischen Lage in der Bucht unweit von Sils-Maria ist sie ein beliebtes Fotomotiv.

## Galerie

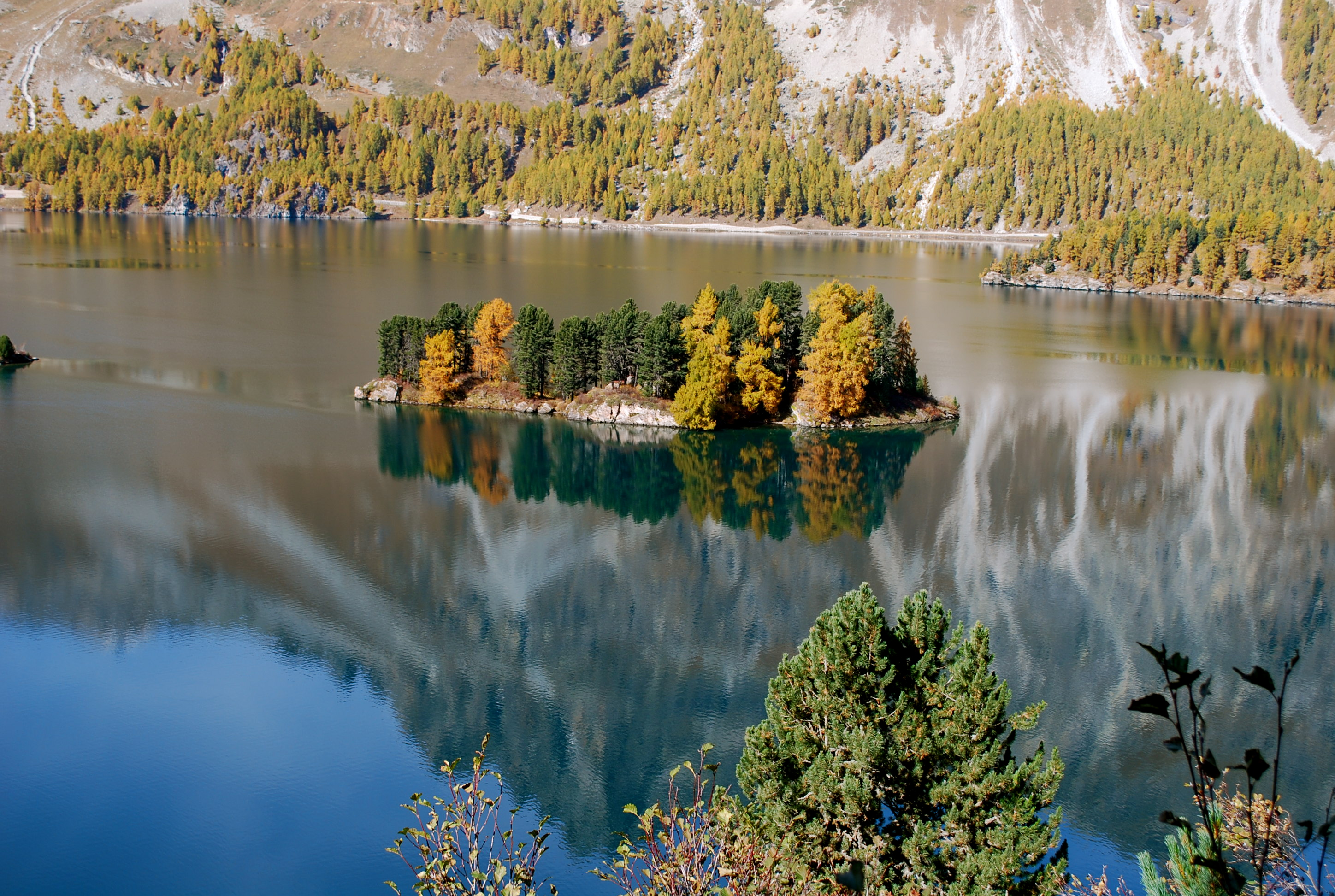
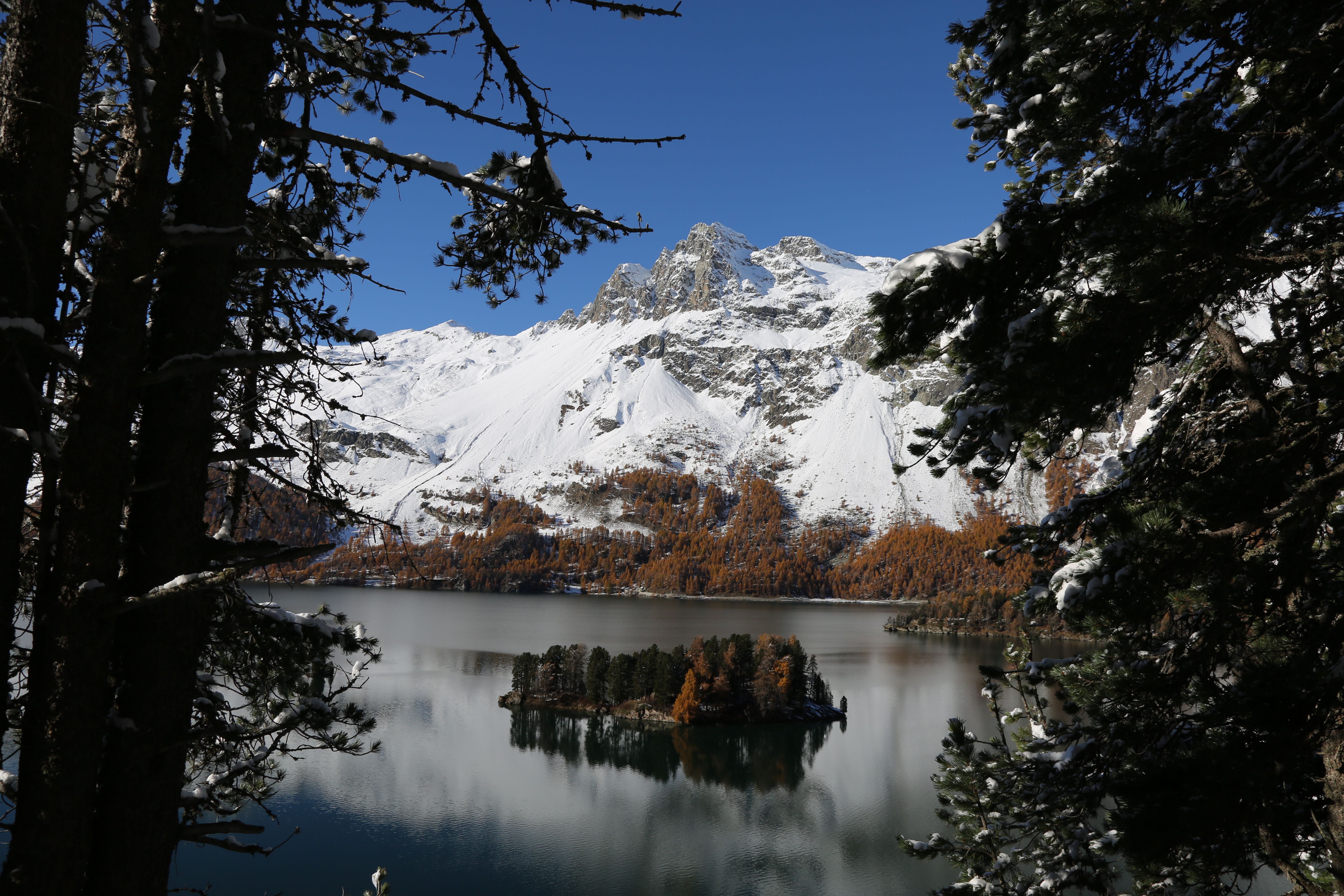
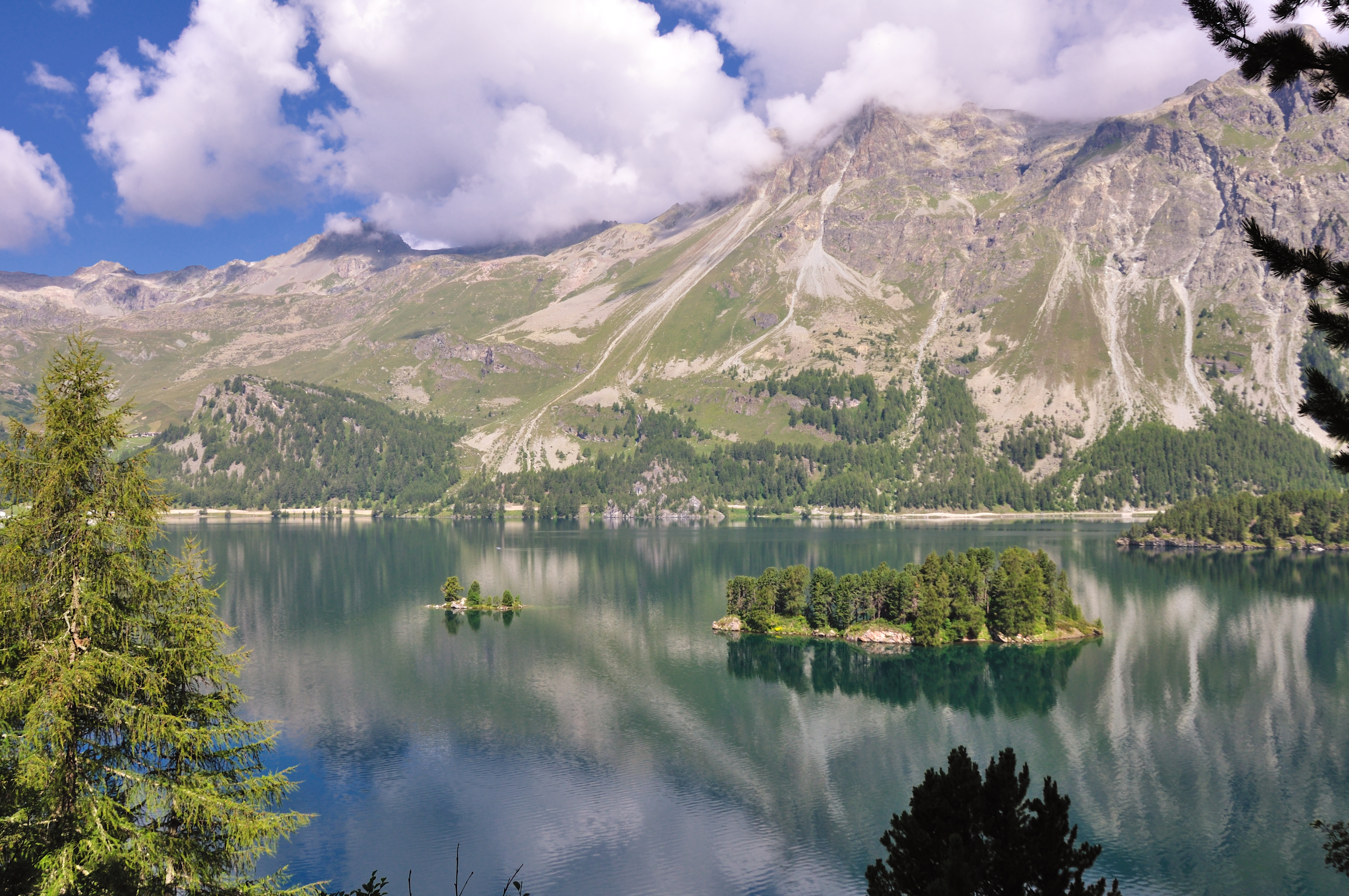